# Ysnagylet
Ysnagylet är en sjö i Karlshamns kommun i Blekinge och ingår i Mörrumsåns huvudavrinningsområde. Sjön är 5,1 meter djup, har en yta på 0,0282 kvadratkilometer och befinner sig 85 meter över havet.